# Phostria fumarialis
Phostria fumarialis is een vlinder uit de familie van de grasmotten (Crambidae). De wetenschappelijke naam van deze soort is voor het eerst gepubliceerd in 1881 door Hermann Dewitz.
De lengte van de voorvleugel bedraagt ongeveer 16 millimeter.
De soort komt voor in Angola.